# Rostherne
Rostherne är en by i civil parish Millington and Rostherne, i distriktet Cheshire East, i Storbritannien. Den ligger i grevskapet Cheshire och riksdelen England, i den centrala delen av landet, 250 km nordväst om huvudstaden London. Rostherne var en civil parish fram till 2023 när blev den en del av Millington and Rostherne. Civil parish hade 160 invånare år 2001. Byn nämndes i Domedagsboken (Domesday Book) år 1086, och kallades då Rodestorne.